# مونوشتورآپاتی
مونوشتورآپاتی (به مجاری:  Monostorapáti) یک شهرداری در مجارستان است که در ناحیه تاپولتسا واقع شده‌است. مونوشتورآپاتی ۲۵٫۵۵ کیلومتر مربع مساحت و ۱٬۱۱۵ نفر جمعیت دارد.